# Kochiura
Genre
Kochiura est un genre d'araignées aranéomorphes de la famille des Theridiidae.

## Distribution
Les espèces de ce genre se rencontrent en Amérique du Sud sauf Kochiura aulica d'Afrique du Nord, d'Europe du Sud et du Proche-Orient.

## Liste des espèces
Selon World Spider Catalog (version 16.0, 20/04/2015) :
- Kochiura attrita (Nicolet, 1849)
- Kochiura aulica (C. L. Koch, 1838)
- Kochiura casablanca (Levi, 1963)
- Kochiura decolorata (Keyserling, 1886)
- Kochiura ocellata (Nicolet, 1849)
- Kochiura olaup (Levi, 1963)
- Kochiura rosea (Nicolet, 1849)
- Kochiura temuco (Levi, 1963)

## Publication originale
- Archer, 1950 : A study of theridiid and mimetid spiders with descriptions of new genera and species. Alabama Museum of Natural History Paper, vol. 30, p. 1-40.